# 25-idrossicolesterolo 7alfa-idrossilasi
La 25-idrossicolesterolo 7alfa-idrossilasi è un enzima appartenente alla classe delle ossidoreduttasi, che catalizza la seguente reazione:
colest-5-ene-3β,25-diolo + NADPH + H+ + O2 ⇄ colest-5-ene-3β,7α,25-triolo + NADP+ + H2O
colest-5-ene-3β,27-diolo + NADPH + H+ + O2 ⇄ colest-5-ene-3β,7α,27-triolo + NADP+ + H2O
L'enzima è una proteina eme-tiolata (P-450). A differenza della 24-idrossicolesterolo 7alfa-idrossilasi (numero EC 1.14.13.99), che è specifica per il suo substrato ossisterolo, questo enzima può anche metabolizzare gli ossisteroli 24,25-epossicolesterolo, 22-idrossicolesterolo ed il 24-idrossicolesterolo, ma con minore risultato.